# Herrarnas 52 kg i tyngdlyftning vid olympiska sommarspelen 1980
Herrarnas tyngdlyftning i 52-kilosklassen vid olympiska sommarspelen 1980 hölls den 20 juli 1980 i Izmaylovo Palace of Sports i Moskva.
Tävlingen blev den jämnaste i den olympiska tyngdlyftningens historia. De fyra främsta tyngdlyftarna slutade på samma totalvikt. Kanybek Osmonaliyev vann guldet då han var 0,2 kg lättare än Ho Bong-Chol. De tredjeplacerade lyftarna Han Gyong-Si och Béla Oláh hade båda två vägt 52,0 kg vid invägningen före tävlingen och fick vägas om efteråt. Han Gyong-Si vann bronsmedaljen då han vägde 0,1 kg mindre än Béla Oláh vid omvägningen.

## Tävlingsformat
Varje tyngdlyftare får tre försök i ryck och stöt. Deras bästa lyft i de båda kombineras till ett totalt resultat. Om någon tävlande misslyckas att få ett godkänt lyft, så blir de utslagna. Ifall två tyngdlyftare hamnar på samma resultat, är idrottaren med lägre kroppsvikt vinnare.

## Resultat
| Plats | Idrottare                    | Kroppsvikt | Ryck (kg) | Ryck (kg) | Ryck (kg) | Ryck (kg) | Stöt (kg) | Stöt (kg) | Stöt (kg) | Stöt (kg) | Totalt |
| Plats | Idrottare                    | Kroppsvikt | 1         | 2         | 3         | Resultat  | 1         | 2         | 3         | Resultat  | Totalt |
| ----- | ---------------------------- | ---------- | --------- | --------- | --------- | --------- | --------- | --------- | --------- | --------- | ------ |
| 1     | Kanybek Osmonaliyev (URS)    | 51,70      | 102,5     | 107,5     | 110       | 107,5     | 132,5     | 137,5     | 142,5     | 137,5     | 245    |
| 2     | Ho Bong-Chol (PRK)           | 51,90      | 105       | 110       | 113       | 110       | 135       | 140       | 140       | 135       | 245    |
| 3     | Han Gyong-Si (PRK)           | 52,0       | 105       | 110       | 113       | 110       | 135       | 140       | 140       | 135       | 245    |
| 4     | Béla Oláh (HUN)              | 52,0       | 102,5     | 107,5     | 110       | 110       | 130       | 135       | 135       | 135       | 245    |
| 5     | Stefan Leletko (POL)         | 51,70      | 100       | 105       | 107,5     | 105       | 130       | 135       | 140       | 135       | 240    |
| 6     | Ferenc Hornyák (HUN)         | 52,0       | 102,5     | 107,5     | 110       | 107,5     | 130       | 130       | 135       | 130       | 237,5  |
| 7     | Francisco Casamayor (CUB)    | 51,45      | 97,5      | 102,5     | 105       | 102,5     | 127,5     | 127,5     | 130       | 130       | 232,5  |
| 8     | Adyaagiin Jügdernamjil (MGL) | 51,65      | 90        | 95        | 97,5      | 97,5      | 117,5     | 122,5     | 122,5     | 117,5     | 215    |
| 9     | Gaetano Tosto (ITA)          | 51,95      | 90        | 95        | 97,5      | 95        | 112,5     | 117,5     | 120       | 120       | 215    |
| 10    | Ioannis Katsaidonis (GRE)    | 51,70      | 90        | 95        | 95        | 95        | 112,5     | 117,5     | 117,5     | 112,5     | 207,5  |
| 11    | Humberto Fuentes (VEN)       | 52,0       | 90        | 90        | 90        | 90        | 117,5     | 127,5     | 127,5     | 117,5     | 207,5  |
| 12    | Giuseppe Chiapparo (BEL)     | 51,65      | 85        | 85        | 90        | 90        | 110       | 115       | 115       | 110       | 200    |
| 13    | Raúl Diniz (POR)             | 51,60      | 82,5      | 87,5      | 87,5      | 82,5      | 115       | 120       | 122,5     | 115       | 197,5  |
| 14    | Imade Kadro (SYR)            | 51,45      | 77,5      | 85        | 87,5      | 85        | 105       | 110       | 110       | 105       | 190    |
| 15    | Almabruk Mahmud Mahmud (LBA) | 51,95      | 85        | 85        | 87,5      | 85        | 105       | 105       | 105       | 105       | 190    |
| 16    | Durval de Moraes (BRA)       | 51,25      | 80        | 85        | 85        | 80        | 107,5     | 112,5     | 112,5     | 107,5     | 187,5  |
| -     | Karunagaran Ekambaram (IND)  | 51,90      | 90        | 95        | -         | 90        | -         | -         | -         | -         | DNF    |
| -     | Dorjiin Enkhbaatar (MGL)     | 51,65      | 90        | 95        | 95        | 90        | 120       | 120       | 120       | 0         | DNF    |

## Nya rekord
| Ryck   | 113,0 kg | Han Gyong-Si (PRK)        | WR |
| Totalt | 245,0 kg | Kanybek Osmonaliyev (URS) | OR |